# Papilloculiceps longiceps
Papilloculiceps longiceps är en fiskart som först beskrevs av Cuvier 1829.  Papilloculiceps longiceps ingår i släktet Papilloculiceps och familjen Platycephalidae. Inga underarter finns listade i Catalogue of Life.